# Гвоздня (приток Нары)
Гвоздня — река в Наро-Фоминском районе Московской области России, левый приток Нары. Исток — чуть западнее станции «Пожитково» Большого кольца МЖД, устье — в черте города Наро-Фоминска. Длина — 11 км.
Имеет пруды, образованные плотиной, в черте посёлка при доме отдыха «Бекасово».
По данным государственного водного реестра России, относится к Окскому бассейновому округу. Речной бассейн — Ока, речной подбассейн — бассейны притоков Оки до впадения Мокши, водохозяйственный участок — Нара от истока до устья.